# Cantonul Enghien-les-Bains
Cantonul Enghien-les-Bains este un canton din arondismentul Sarcelles, departamentul Val-d'Oise, regiunea Île-de-France, Franța.

## Comune
- Deuil-la-Barre (20.160 locuitori)
- Enghien-les-Bains (10.368 locuitori) (reședință)
- Montmagny (13.090 locuitori)